# Scan X
Stéphane Dri is een Franse technoproducer en dj die opereert onder de naam Scan X. Hij is van de eerste generatie Franse dance-producers. Als soloartiest werd Scan X nooit heel prominent maar hij werkte achter de schermen aan muziek voor computergames en film. Ook behoort hij later tot de liveact van Laurent Garnier.

## Biografie
Stéphane Dri werd in 1993 door Laurent Garnier en Eric Morand binnengehaald bij de dancedivisie van Fnac. Daar maakt hij zijn debuut met de Satori EP (1993). Een aantal ep's volgen de jaren daarop. Ook maakt hij enkele remixes waaronder de trancehit The Milky Way van Aurora Borealis. In 1996 brengt hij het album Chroma uit dat bestaat uit stevige techno met een sterke trance-invloed. Naast zijn techno maakt hij in 1997 ook de muziek voor het computerspel bij de animeserie Ghost in the Shell. Daarna wordt hij benaderd door de Franse regisseur Laurent Merlin om soundtracks te produceren voor zijn films Papa (1998) en Step By Step (2000). Zeven jaar na zijn debuutalbum maakt hij How To Make The Unpredictable Necessary? waarop hij terug grijpt naar de Detroittechno. Hij werkt daarna nauw samen met Laurent Garnier. Hij is betrokken bij de productie van zijn albums The Cloud Making Machine (2005) en Tales Of A Kleptomaniac (2008). In 2010 vormt hij samen met Garnier en Benjamin Rippert de L.B.S.-crew. Dit drietal gaat daarna op tournee. Als soloproducer is hij daarna nog sporadisch actief. Wel staat hij geregeld op technofeesten.

## Discografie

### Albums
- Chroma (1996)
- How To Make The Unpredictable Necessary? (2003)